# فيفا بينياتا
فيفا بينياتا (بالإسبانية: Viva Piñata, وبالإيطالية: Viva Pignatta) هي لعبة فيديو من تبدع وإنتاج راير ونشر مايكروسوفت. وتعلن مكونان ثنائياً رائعاً حيث أصدرت شركة راير ثلاثة ألعاب إلى الآن وتطور لعبة وستصدر لعبة.

## أصل البينياتا
ما هو أصل البينياتا؟ (بالإسبانية: Piñata, وبالإيطالية: Pignatta) هل هي حيوانات عابرة ؟ أم تقاليد سائرة ؟، البينياتا هي تقليد بدأ في المكسيك وبعد ذلك إلى إيطاليا حيث أن البينياتا تقليد يكثر المناسبات في أيام الميلاد، وعيد الميلاد، ويوم الأموات. تقوم هذه العادة على ملء بعض الأشكال عادة ً حيوانات أو نجوم ويعتقدون أنها شيطان ويملؤنها بالحلويات وتعلق عادة بحبل على الشجرة ويقوم الطفل بضربها بالعصا وعدد الحلويات التي تسقط له هي ملك له * مشابه للقرقيعان بدول الخليج * المثير في هذا التقليد ليس الأكل أنما الأنشودة أو الأغنية التي يقولونها وهي:
Dale, dale, dale,
No pierdas el tino
Porque si lo pierdes
pierdes el camino.
Dale, dale, dale
Dale y no le dio
Quítenle la prenda
¡Porque sigo yo!!
¡Se Acabó!
فيما معناه :-
أضرب الغطاء، أضرب الغطاء، أضرب الغطاء
لا تخسر دورك
لأنك إذا خسرت اللعبة
ستخسر التجميع
ضربته عشر
ضربته خمس
ضربته سبع
والآن دورك انتهى

## التفاصيل
تقوم اللعبة على أن اللاعب أن يزرع حديقة وأعتمادا ً على حديقته التي ستخضع لمواصفات خاصة لتجذب الـ Pinata المطلوب منك جذبه الـ Pinata's يختلفون في شخصياتهم أختلاف كبير ولكن أحذر من الـ Sours فهم الـ Pinata's السيئون وحاول أنت تتجنبهم بأي وسيلة والـ Pinata's يختلفون في تفاعلهم وربما تحدث نزاعات فيما بينهم وقد تؤدي إلى قتل واحد منهم !، بالأضافة إلى الحديقة هنالك التزاوج ويحدث عندما يكون هناك سكون وهذا سيجعل من الفوز سريعا ً في اللعبة وإذا كان هناك نزاعات فلن يتزاوج وبذلك اللعبة ستصبح أطول !!
الـ إكس بوكس لايف يدعم هذه اللعبة عن طريق أن اللاعبين يشاهدون حديقتك وانت كذلك تستطيع أنت ترى حدائق اللاعبين الأخرىن أيضا ً هنالك العملة الشوكولاتية توجد تحت الأنقاض !!، أيضا ً الـ Pinata's يستطيعون أهداء الهدايا والأغراض وأيضا الـ Sours يستطيعون سرقتها..
أيضا ً بأمكانك أختيار اسم الـ Pinata وأختيار العلاقة الخاصة به التي تذهب معه اينما ذهب، أيضا ً بأمكانك شراء بالعملة الشوكولاتية أغراض خاصة للـ Pinata's مثل الأسنان الكبيرة ،، وتعتبر هذه اللعبة ردا ً على أنيمل كروسينج والقمر الكامل (البدر) من مايكروسوفت صراحة اللعبة خطيرة و must buy..